# Capacidad equivalente
Los estudios comparativos de performance (benchmarking) le indican a las empresas refinadoras si sus parámetros de trabajo (eficiencia, costes, energía, etc.) corresponden con la excelencia o están muy alejados de sus objetivos.
En la década de 1960, el doctor Wilbur L. Nelson, en una serie de artículos en la revista Oil & Gas Journal, definió un índice de complejidad que permite comparar las destilerías. Este índice es un número que surge de la combinación de capacidades y complejidad de las mismas. Los estudios realizados en cientos de refinerías a lo largo de los años terminaron generando un nuevo índice EDC (en inglés, capacidad de destilación equivalente) o CE (capacidad equivalente) manteniendo el mismo algoritmo.
En la página web de American Appraisal, se muestra un simple cálculo de la EDC de una refinería.
La capacidad equivalente, es un elemento comparativo entre las refinerías y es la base de distintos parámetros de comparación. Por ejemplo, PEMEX Refinación informa que tiene brechas de desempeño respecto a los estándares de la industria. Al comparar sus refinerías con otras con similares EDC, observaron menores rendimientos de productos de alto valor y mayor consumo de energía, entre otros factores operativos. Se plantean, identificar programas de mejora de la eficiencia operativa, que eleven sistemáticamente el desempeño de su operación.

## Índice de mantenimiento
En el área de mantenimiento se utiliza mucha mano de obra y se tienen muchos gastos operativos. Sin embargo, tuvo un tardío control de la eficiencia, si se le compara con otras áreas como producción, energía y contaminación ambiental. Mantenimiento consume cerca de la mitad de la mano de obra de una refinería y más de un cuarto de los gastos operativos efectivos.
En el índice de mantenimiento son considerados los gastos operativos (personal, contratistas, materiales):
Índice de mantenimiento = (Costes anuales de mantenimiento de rutina+coste anual de paro de unidades)/EDC
En América Latina el Índice de Mantenimiento se encuentra entre 24 U$S/EDC y 27 U$S/EDC.

## Disponibilidad mecánica
Las refinerías que, en los benchmarkings, aparecen con menores costes de mantenimiento, tienen también menores lucros cesantes, ya que usan la mayor parte de su coste en paros programados. En el otro extremo, quienes muestran los mayores gastos tienen paros más largos, intervalos entre paros más cortos y mayores tiempos de reparación de rutina.
La disponibilidad mecánica indica el alejamiento de la capacidad total de operación por problemas mecánicos:
Disponibilidad mecánica = (1-disminución de capacidad por problemas mecánicos)x100/EDC
En América Latina la disponibilidad mecánica se encuentra entre 93 %/EDC y 95 %/EDC.